# Oude Muziek

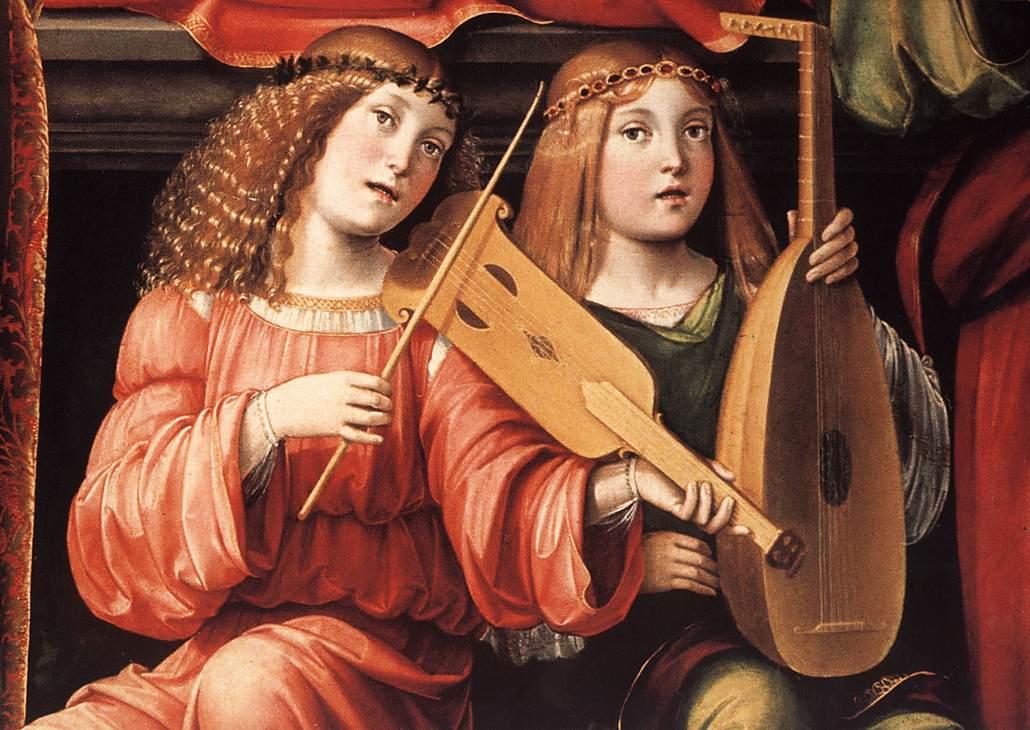
Francesco Francia - Madonna en heiligen (detail)

Oude Muziek, of Musica Antiqua, is een verzamelnaam voor muziek uit de middeleeuwen, de renaissance en de barok. De term is bedoeld ter onderscheiding van muziek uit deze "pre-klassieke" perioden met de rest van de klassieke muziek, vanaf de klassieke periode tot en met de hedendaagse muziek.
Bij de uitvoering van muziek uit deze perioden wordt vaak gebruikgemaakt van instrumenten uit de tijd waarin de muziek geschreven werd. Ook wordt geprobeerd de muziek zo uit te voeren zoals men denkt dat de betreffende componist het bedoeld heeft. Dit wordt de authentieke uitvoeringspraktijk genoemd. De oude-muziekbeweging is vooral de reactie op de uitvoeringspraktijk die stamt uit de romantiek, toen veel oude muziek, met name uit de barok, werd herontdekt en uitgevoerd volgens de smaak en met de instrumenten uit de tijd van de romantiek. 